# Чілінгаров Артур Миколайович
Артур Миколайович Чілінгаров (25 вересня 1939, Ленінград, СРСР — 1 червня 2024, Москва, Росія) — радянський та російський океанолог, дослідник Арктики. У 1963 році закінчив Ленінградське вище інженерно-морське училище.

## Біографія
Народився 25 вересня 1939 року в Ленінграді. Батько Чилінгарова — вірменин, мати — росіянка. Через два роки після його народження сім'я опинилася в обложеному місті. Підлітком переїхав із сім'єю до Північної Осетії, де жив тривалий час у Владикавказі (тоді: Орджонікідзе).
У 1963 році закінчив Ленінградське вище інженерно-морське училище (нині Державна морська академія імені адмірала С. О. Макарова) за спеціальністю «океанологія».
Багато років Чилінгаров пропрацював на рядових посадах: науковим співробітником Арктичного і Антарктичного науково-дослідного інституту, інженером-гідрологом лабораторії в Тіксі, в гирлі річки Лени. Ініціативність, схильність до організаторської роботи, вміння ладнати з людьми були в ньому помічені.
У 1970-ті-1980-ті роки Чилінгаров висувався на високі пости в системі Державного комітету СРСР з гідрометеорології — від начальника територіального управління в Амдермі до заступника голови комітету.

### Діяльність
У 1963 році закінчив арктичний факультет Ленінградського вищого інженерного морського училища імені С. О. Макарова (нині — Державна морська академія імені адмірала С. О. Макарова). Як інженер-океанограф був направлений до Тиксинської обсерваторії Арктичного і антарктичного науково-дослідного інституту. У 1965 році був обраний першим секретарем Булунського райкому комсомолу. У 1969 році його призначили начальником дрейфуючої льодової станції «Північний полюс-19», а в 1971 році Чилінгаров очолив станцію Беллінсгаузен 17-ї радянської антарктичної експедиції.
У 1974—1979 роках працював у Західному секторі Арктики на посаді начальника Амдермського управління гідрометеорології та екологічного контролю. Під його керівництвом були впроваджені нові форми оперативного навігаційного забезпечення Арктики, вперше на півострові Ямал були проведені експериментальні роботи з перекидання вантажів на бистрі льоди в зимовий час. Свій досвід навігаційного забезпечення на Північному морському шляху Чилінгаров узагальнив у дисертації на здобуття наукового ступеня кандидата географічних наук.
1982 року за сприяння голови Спілки товариств дружби і культурного зв'язку із зарубіжними країнами космонавта Валентини Володимирівни Терешкової Артур Миколайович був затверджений президентом товариства «СРСР — Канада».
У 1986—1992 роках був заступником Голови Державного комітету СРСР з гідрометеорології та контролю природного середовища, начальником Головного управління у справах Арктики, Антарктики і Світового океану. Також був керівником наукової експедиції на атомоході «Сибір» до Північного полюса і трансконтинентального перельоту «Іл-76» в Антарктиду.
У 1999 році керував наддалеким перельотом багатоцільового гелікоптера Мі-26, який показав можливості експлуатації гвинтокрилих машин у центральних районах Північного Льодовитого океану.
У 2001 році був одним із кураторів конференції «Арктика на порозі третього тисячоліття: нові завдання», проведеної в жовтні в Брюсселі в рамках Європейського союзу, США, Росії, Канади.
У січні 2002 року він очолив експедицію на Південний полюс разом з 14 іншими туристами на біплані Ан-3. Коли через механічну проблему літак приземлився на Південному полюсі, Чилінгарова та інших високопоставлених осіб доставили американським літаком Hercules LC130 до Мак-Мердо, а потім до Крайстчерча. Решту групи організувала компанія Adventure Network International, яка здійснює туристичні рейси на Південний полюс.
У січні 2007 року він очолив вертолітну експедицію в Антарктиду, до нього приєднався голова ФСБ Микола Патрушев, і вони відвідали Південний полюс і станцію Амундсен-Скотт.
Під час російської експедиції на Північний полюс 2007 року Чилінгаров у супроводі п'яти інших дослідників з різних країн спустився на двох підводних апаратах «Мир» на морське дно на глибину 13 980 футів нижче Північного полюса, щоб встановити там російський прапор і зібрати зразки морського дна. Щодо територіальних претензій в Арктиці, Чилінгаров сказав: «Арктика — російська. Ми повинні довести, що Північний полюс є продовженням російської суші».
У липні 2008 року Росія оголосила, що відправляє підводні апарати «Мир», щоб опуститися на одну милю на дно озера Байкал для проведення геологічних і біологічних тестів його унікальної екосистеми. Заплановано, що Чилінгаров візьме участь у 60 зануреннях.
29 липня 2008 року Чилінгаров взяв участь у зануренні на глибину 1 580 метрів в озері Байкал, трохи не дотягнувши до рекордної позначки 1 637 метрів.
10 січня 2008 року Чилінгарову було присвоєно звання Героя Російської Федерації за «мужність і героїзм, проявлені в екстремальних умовах, та успішне завершення Високоширотної арктичної глибоководної експедиції».
У серпні 2009 року він повідомив про заплановану арктичну експедицію на квітень 2010 року. Чилінгаров планує летіти на дирижаблі АУ-30, виготовленому авіаційним центром «Авгур».
У грудні 2012 року Чилінгаров підтримав «антимагнітський» законопроект про заборону усиновлення російських сиріт американцями, хоча раніше заявляв, що не варто поспішати з прийняттям закону: «Це стосується дітей, і з цим треба бути обережним».
Представник від виконавчого органу державної влади Тульської області в Раді Федерації Федеральних Зборів Російської Федерації з 2011 по 2014 рік. На цій посаді його змінила Вепринцева Юлія Володимирівна . Був членом Комітету з міжнародних справ і представником від виконавчого органу державної влади Тульської області.
2 жовтня 2014 року став радником-наставником губернатора Тульської області Володимира Груздєва .
Помер 1 червня 2024 року в Москві. Прощання відбулося 4 червня в Храмі Христа Спасителя, Артур Чилінгаров похований на Новодівичому кладовищі.

## Санкції
Через вторгнення Росії в Україну перебуває під міжнародними санкціями США, Канади, України та Нової Зеландії.